# TeleNFT

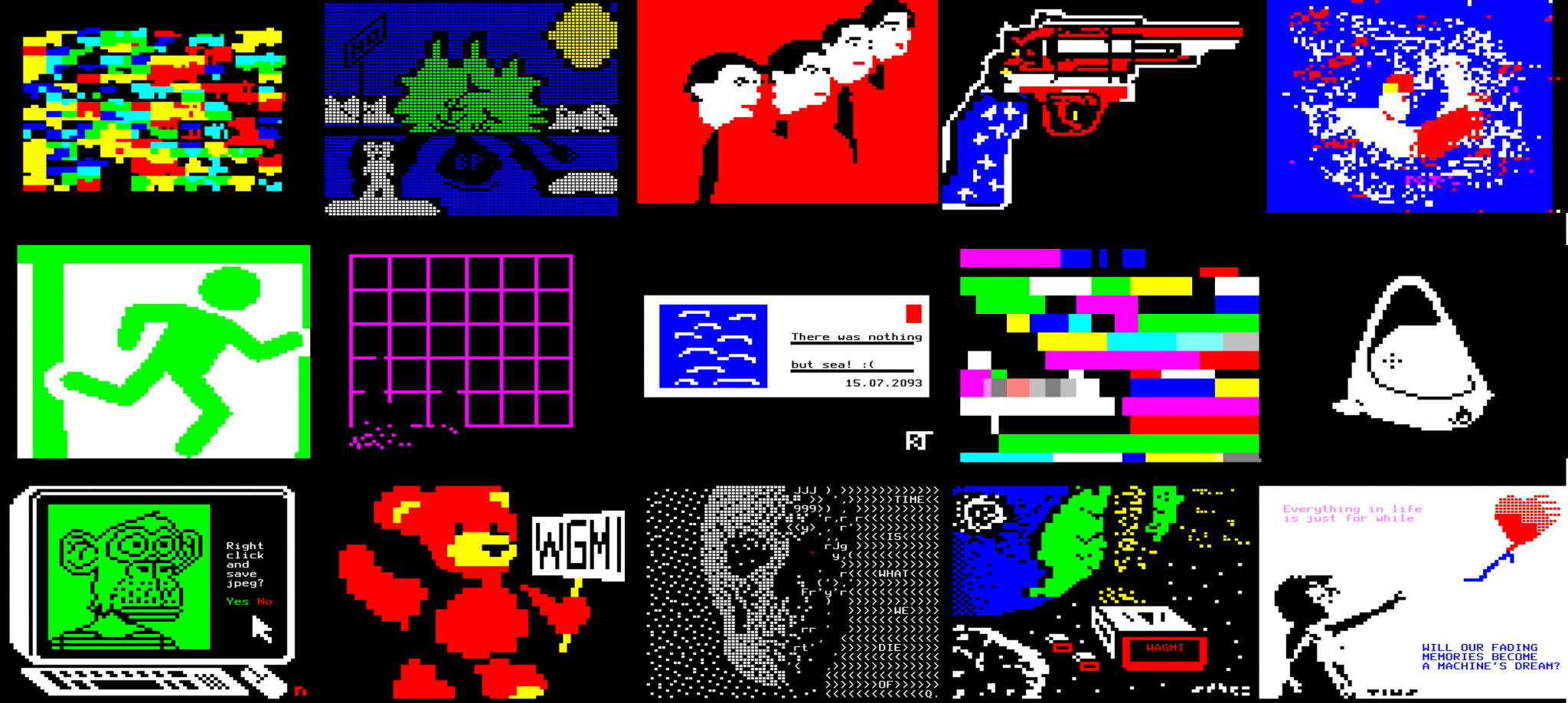
Collage der ersten 15 TeleNFT-Kunstwerke vom 19. Januar 2022

TeleNFT ist ein 2022 vom künstlerischen Forscher Max Haarich initiiertes Medienkunstprojekt in Kooperation mit dem finnischen Museum of Teletext und den Fernsehsendern YLE, ORF, ProSiebenSat1.

## Hintergrund
Das Projekt verbindet Teletext und Blockchain-Technologie, um Teletext-Kunst zu archivieren und für kunsthistorische Sammlungen zugänglich zu machen. Dem Projekt gehören 15 internationalen Künstlerinnen und Künstlern an wie u. a. der KI-Künstler Mario Klingemann. Die TeleNFT-Werke befassen sich mit dem technologischen Wandel und der Verantwortung und den Chancen digitaler Kunst. TeleNFT wurde u. a. 2022 beim Ars Electronica ausgestellt und wurde als erstes Kryptokunstwerk Teil der permanenten Sammlung des Oberösterreichischen Landesmuseums Francisco Carolinum.

## Technische Umsetzung
Die Teletext-Kunstwerke wurden größtenteils mit der öffentlichen Test-Version des Teletext-Editor TIUS erstellt und den TV-Sendern übermittelt. Die Blockchain-Zertifikate der Teletext-Kunstwerke wurden auf der Tezos-Blockchain erstellt, die das energiesparende Konsens-Verfahren Proof-of-Stake nutzt. Die Metadaten der Blockchain-Tokens enthält mehrere Links zu IPFS und einem Arweave-Speicher, wo identische Kopien die Teletext-Sendedaten sowie GIF-Renderings der Grafiken archiviert sind. Zusätzlich ist der gesamte HEX-Code der Datei in den Metadaten beigefügt.